# Municipio de Vernon (condado de Jackson)
El municipio de Vernon (en inglés: Vernon Township) es un municipio ubicado en el condado de Jackson en el estado estadounidense de Indiana. En el año 2010 tenía una población de 3419 habitantes y una densidad poblacional de 30,65 personas por km².

## Geografía
Según la Oficina del Censo de los Estados Unidos, tiene una superficie total de 111.56 km², de la cual 111,45 km² corresponden a tierra firme y (0,09 %) 0,1 km² es agua.

## Demografía
Según el censo de 2010, había 3419 personas residiendo. La densidad de población era de 30,65 hab./km². De los 3419 habitantes, estaba compuesto por el 97,28 % blancos, el 0,09 % eran afroamericanos, el 0,18 % eran amerindios, el 0,53 % eran asiáticos, el 0,79 % eran de otras razas y el 1,14 % eran de una mezcla de razas. Del total de la población el 1,55 % eran hispanos o latinos de cualquier raza.